# 5 giugno
Il 5 giugno è il 156º giorno del calendario gregoriano (il 157º negli anni bisestili). Mancano 209 giorni alla fine dell'anno.

## Eventi
- 1224 – Federico II di Svevia fonda l'Università degli Studi di Napoli;
- 1284 – La flotta siculo-aragonese guidata da Ruggiero di Lauria sconfigge le forze angioine nella battaglia del Golfo di Napoli;
- 1288 – Nella battaglia di Worringen si scontrano gli eserciti di Giovanni I di Brabante e dell'arcivescovo di Colonia Siegfried II di Westerburg; verrà ricordata come una delle battaglie più sanguinose del Medioevo;
- 1561 – Strage dei valdesi di Guardia Piemontese, popolo di lingua occitana;
- 1625 – La città di Breda si arrende alle Tercios del generale Ambrogio Spinola dopo più di un anno di assedio;
- 1662 – Luigi XIV adotta come suo simbolo personale il Sole e il titolo di Re Sole;
- 1688 – Il Terremoto del Sannio provoca molte migliaia di vittime;
- 1741 – Vitus Bering lascia la Kamčatka per esplorare l'Alaska;
- 1783 – I Fratelli Montgolfier dimostrano in pubblico la loro montgolfière;
- 1829 – La HMS Pickle cattura la nave negriera Voladora al largo di Cuba;
- 1832 – Sommosse popolari a Parigi durante i funerali del generale imperiale Jean Maximilien Lamarque, morto il 1º giugno a causa dell'epidemia di colera che imperversa nella città; l'insurrezione continuerà ancora per tutta la notte sulle barricate per poi concludersi il giorno successivo;
- 1833 – Ada Lovelace incontra Charles Babbage;
- 1837 – Houston ottiene uno statuto cittadino;
- 1841 – Giovanni Bosco viene ordinato sacerdote;
- 1849 – La Danimarca diventa una monarchia costituzionale dopo la firma della nuova costituzione;
- 1864 – Guerra di secessione americana: battaglia di Piedmont;
- 1895 – La mozione di Nicholas Flood Davin per dare il voto alle donne viene respinta dalla Casa dei comuni canadese;
- 1900 – Guerre boere: i soldati britannici prendono Pretoria;
- 1917 – Prima guerra mondiale: gli Stati Uniti d'America iniziano la coscrizione;
- 1940 – Il gabinetto canadese dichiara illegali le organizzazioni naziste, fasciste e comuniste e ne imprigiona i capi;
- 1944 – Seconda guerra mondiale: più di mille bombardieri britannici sganciano circa 5000 tonnellate di bombe sulle batterie di artiglieria tedesche della costa di Normandia come preparazione per il D-Day;
- 1945 – Il criminale fascista Pietro Koch viene fucilato a Roma;
- 1947 – Piano Marshall: il segretario di Stato degli Stati Uniti d'America George Marshall propone l'aiuto economico per i paesi d'Europa colpiti dalla guerra;
- 1959 – Il primo governo di Singapore presta giuramento;
- 1960 – In Finlandia, tre persone rimangono uccise e una ferita nel Massacro del lago Bodom;
- 1963 – Il Segretario di Stato alla Guerra del Regno Unito, John Profumo, dà le dimissioni a causa di uno scandalo sessuale;
- 1967 – Guerra dei sei giorni: l'aviazione israeliana lancia attacchi simultanei contro le forze aeree di Egitto, Giordania, e Siria;
- 1968 – Sirhan Sirhan spara a Robert Kennedy all'Ambassador Hotel di Los Angeles, California; Kennedy morirà il giorno dopo;
- 1975 – Il Canale di Suez riapre per la prima volta dalla guerra dei sei giorni;
- 1976 – Nell'Idaho si lesiona la Diga di Teton, causando la morte di 11 persone;
- 1977
  - Il personal computer Apple II viene messo in vendita;
  - Colpo di Stato alle Seychelles, France-Albert René viene eletto presidente;
- 1981 – Viene pubblicato sul bollettino medico dei CDC Morbidity and Mortality Weekly Report un articolo in cui si studia l'apparentemente immotivato contagio da PCP (rara polmonite causata dal fungo Pneumocystis jirovecii) in cinque giovani sani fino a quel momento; l'articolo sarà successivamente considerato come l'inizio ufficiale dell'epidemia di AIDS[1];
- 1984 – Il primo ministro dell'India, Indira Gandhi, ordina un attacco al Tempio d'Oro, il luogo santo dei Sikh;
- 1989 – Durante la Protesta di piazza Tienanmen, il Rivoltoso Sconosciuto si para davanti ai carri armati per bloccarli: diventerà il simbolo della rivolta;
- 1991 – Lancio dello Space Shuttle Columbia, missione STS-40;
- 1995 – Viene creato per la prima volta il Condensato di Bose-Einstein;
- 1998 – A Firenze parte la prima edizione dell'Hackmeeting;
- 2002 – Viene pubblicata la suite Mozilla 1.0, la prima versione "ufficiale";
- 2006
  - In un'esplosione alle 21:35 (19:35 in Italia) a Nassiriya, in Iraq, muore il caporal maggiore dell'esercito Alessandro Pibiri della Brigata meccanizzata "Sassari" e restano feriti altri quattro militari italiani, uno dei quali in maniera grave (Attentati di Nāṣiriya);
  - La Serbia riconosce la secessione del Montenegro e dichiara l'indipendenza dalla Serbia e Montenegro;
- 2012 – Atterraggio del rover Curiosity su Marte, lanciato il precedente 26 novembre;
- 2016 – Entra in vigore in Italia la legge sulle unioni civili[2];
- 2017 – Il Montenegro diventa il 29º membro della NATO.

## Nati
Ci sono circa 1 180 voci su persone nate il 5 giugno; vedi la pagina Nati il 5 giugno per un elenco descrittivo o la categoria Nati il 5 giugno per un indice alfabetico.

## Morti
Ci sono circa 470 voci su persone morte il 5 giugno; vedi la pagina Morti il 5 giugno per un elenco descrittivo o la categoria Morti il 5 giugno per un indice alfabetico.

## Feste e ricorrenze

### Civili
Internazionali:
ONU - Giornata mondiale dell'ambiente
Nazionali:
- Danimarca – Festa nazionale (Giorno della Costituzione)
- Italia - Giornata nazionale dell'Arma dei Carabinieri

### Religiose
Cristianesimo:
- San Bonifacio, vescovo e martire
- Santi Domenico Toai e Domenico Huyen, martiri
- San Doroteo di Gaza, asceta
- San Doroteo di Tiro, vescovo e martire
- Santi Eobano, Adelario vescovi e nove compagni, martiri
- Sant'Eutichio di Como, vescovo
- San Franco da Assergi, eremita
- Santi Giusto e Clemente
- San Gregorio di Lilibeo, vescovo e martire
- Sant'Igor di Russia, monaco
- sant'Illidio di Clermont, vescovo
- San Luca Vu Ba Loan, martire
- Santi Marciano, Nicandro, Apollonio e compagni, martiri
- San Pietro Spanò, eremita
- San Sancho martire
- Sante Valeria e compagne, martiri di Cesarea di Palestina
- Beato Adamo Arakava, laico giapponese, martire
- Beato Bartolomeo Placido di Recanati, religioso
- Beata Łucja Szewczyk (Maria Margherita), fondatrice delle Figlie della Beata Vergine Maria Addolorata
- Beato Rodolfo Sanz, mercedario

Bahá'í:
- festa della luce (núr) - Primo giorno del quinto mese del calendario Bahá'í

Religione romana antica e moderna:
- None